# 20 novembre 1977
Le dimanche 20 novembre 1977 est le 324e jour de l'année 1977.

## Naissances
- Daniel Svensson, musicien suédois
- Fábio Júnior, joueur de football brésilien
- Josh Turner, chanteur de musique country américain
- Luis Alfredo Ramírez, joueur de football hondurien
- Marco Émond, hockeyeur sur glace canadien
- Mikhaïl Ivanov, fondeur russe

## Décès
- Conrad Letendre (né le 9 janvier 1904), organiste, pédagogue, théoricien et compositeur québécois
- Frank Richter (né le 12 juillet 1910), homme politique canadien
- Lexemuel Ray Hesler (né le 20 février 1888), botaniste américain
- Louis Mercier-Vega (né le 6 mai 1914), militant libertaire et syndicaliste belge

## Événements
- Élections législatives grecques de 1977
- Sortie du film Les Grands Fonds
- Fin du Tournoi de Sydney 1977